# Петрофізика
Петрофізика (рос. петрофизика, англ. petrophysics, нім. Petrophysik f) — наука про фізичні властивості гірських порід. Виникла на базі петрографії, геофізики і лабораторних методів досліджень фізичного стану гірських порід.
Основні завдання петрофізики — вивчення природи фізичних властивостей гірських порід, класифікація петрографічних типів порід, фракцій, товщ за комплексом фізичних властивостей. Властивості порід досліджуються в масиві геологічними, геофізичними і космофізичними методами, а також в лабораторних умовах шляхом визначення фізичних параметрів порід при високому тиску і температурах.
Петрофізичні властивості можна розділити таким чином:
- електричні
- магнітні
- механічні
- теплові
- фільтраційні
- акустичні
- реологічні
- гідравлічні
- радіаційні

В Україні дослідження з петрофізики проводять в Інституті геофізики НАН України, Інституті геології і геохімії горючих копалин НАН України, Київському національному університеті.